# La Lastra (León)
La Lastra es un barrio de la ciudad de León, comunidad autónoma de Castilla y León, España. Se localiza al sur de la ciudad, entre la avenida Fernández Ladreda y la unión de los ríos Bernesga y Torío. Se trata de uno de los barrios de más reciente construcción de la capital leonesa, acabando su urbanización parcial en 2007 y finalizando completamente en el año 2011.
|  |

## Localización
El barrio de La Lastra se encuentra en la zona sur de la ciudad de León, a una altitud de unos 819 m s. n. m. Limita al norte con el barrio de La Chantría, al este con la avenida Alcalde Miguel Castaño y el río Torío, al sur con la confluencia de los ríos Bernesga y Torío y al oeste con el río Bernesga. El territorio sobre el que se asienta está representado en la hoja 161 del Mapa Topográfico Nacional.

## Historia

### Primeras propuestas de urbanización
La primera propuesta de urbanización del espacio situado al sur de la carretera de circunvalación, hoy Fernández Ladreda, parte del Sr. Baños en 1953, propietario de varias fincas en la zona. La actuación se promueve como una de interés público con el objetivo de dotar de vivienda económica, edificando bloques de manera análoga, mediante una parcelación sencilla con solares regulares, posibilitando la construcción de viviendas para la clase obrera.
Se presentaron dos propuestas ante el ayuntamiento, la primera, prolongaba las calles de La Chantría considerando La Lastra como parte de esta con un esquema de manzanas similar al de esta pero sin respetar los espacios cercanos al río. Una segunda propuesta, efectuaba una parcelación de parcelas mucho más estrecha, propiciando una mayor densidad edificatoria. Finalmente, ninguna de las dos propuestas es aprobada y la parcelación de los solares del Sr. Baños se realiza con una fisionomía parecida a la segunda propuesta y continuando el eje del Paseo El Parque se van asentando varios servicios públicos de la ciudad como el Colegio de Huérfanos Ferroviarios, el Polideportivo Hispánico o el Cuartel de la Guardia Civil.

### Siglo XXI
El primer plan parcial de La Lastra se redactó y aprobó en 2002, casi 50 años después del primer intento de parcelación del barrio. La parcelación del espacio fue diseñada por los arquitectos D. Marcelino Alonso Blanco y D. Laurentino Alonso Álvarez. Este plan fue modificado en 2007, y en 2009 dando como resultado el planeamiento final del barrio de La Lastra.

## Descripción
El barrio de La Lastra se encuentra situado al sur del casco urbano de la ciudad, en la cuña entre los ríos Bernesga y Torío. Se articula en torno a tres grandes ejes viarios, el primero de ellos, la prolongación de la avenida José Aguado, que comunica el polígono con el centro de la ciudad y actúa de principal avenida del nuevo barrio, situándose en torno a ella los organismos públicos y las parcelas de mayor densidad constructiva de La Lastra. Las otras dos comunican el barrio con el acceso sur de la ciudad y con Puente Castro.

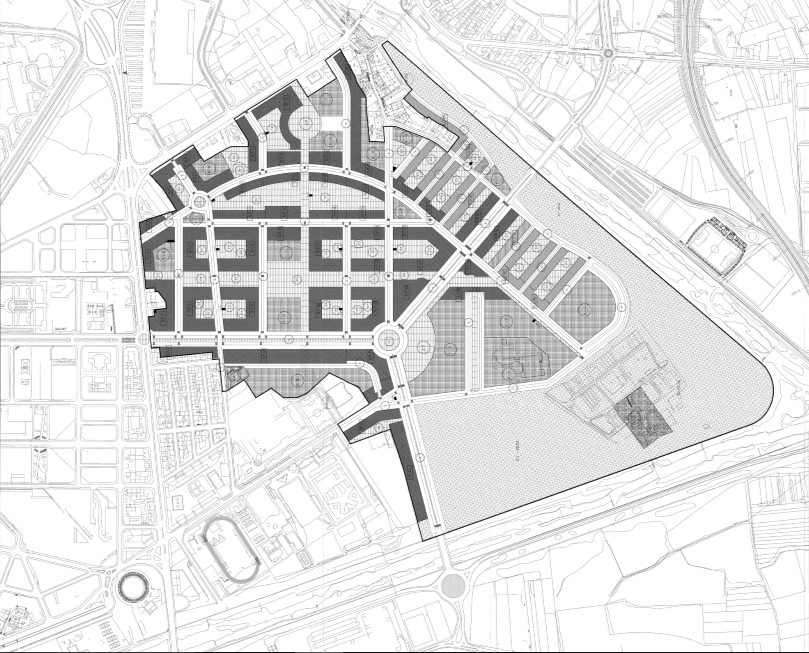
Plan parcial de La Lastra.
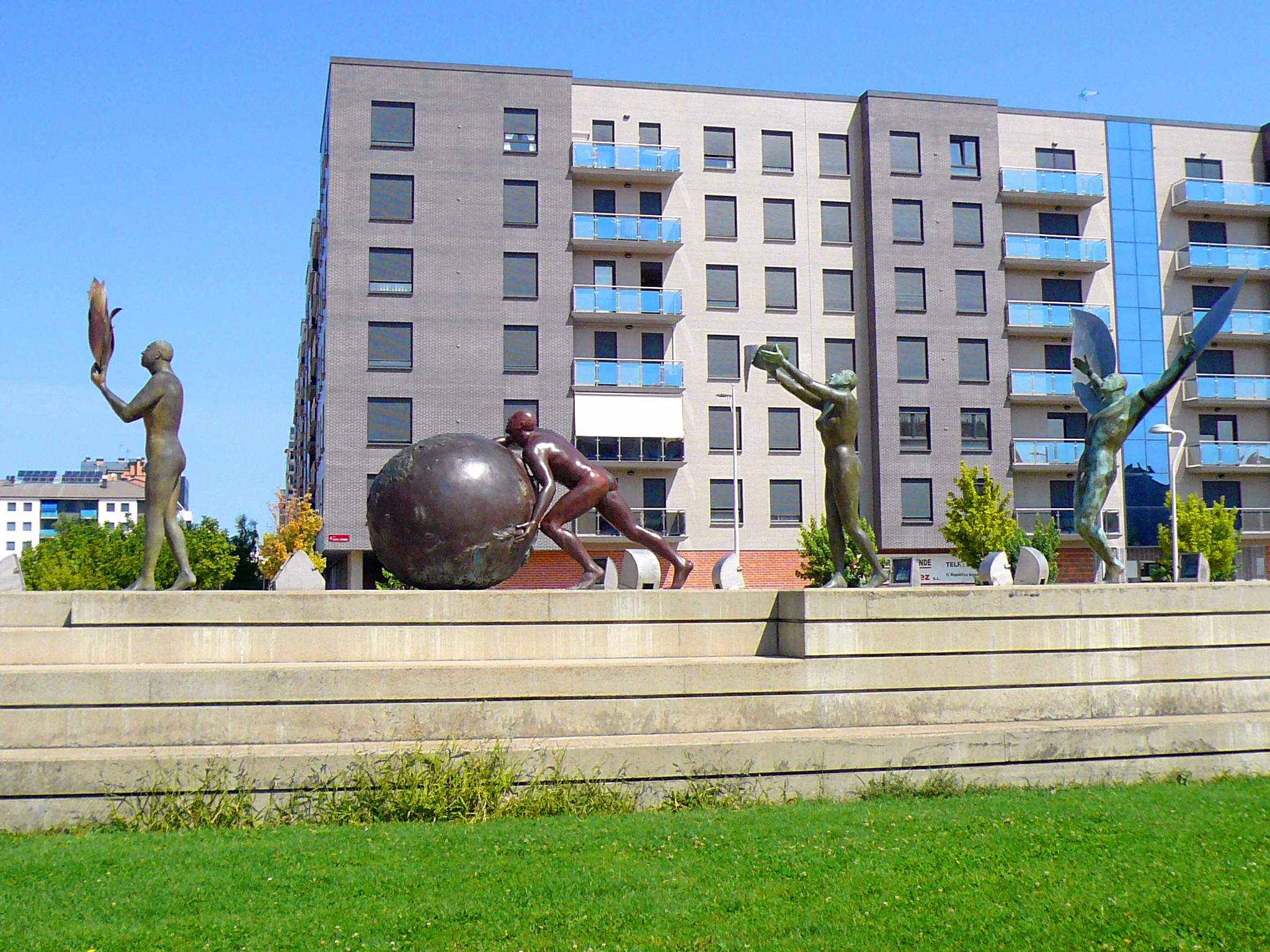
Conjunto escultórico 'Los Cuatro Elementos'
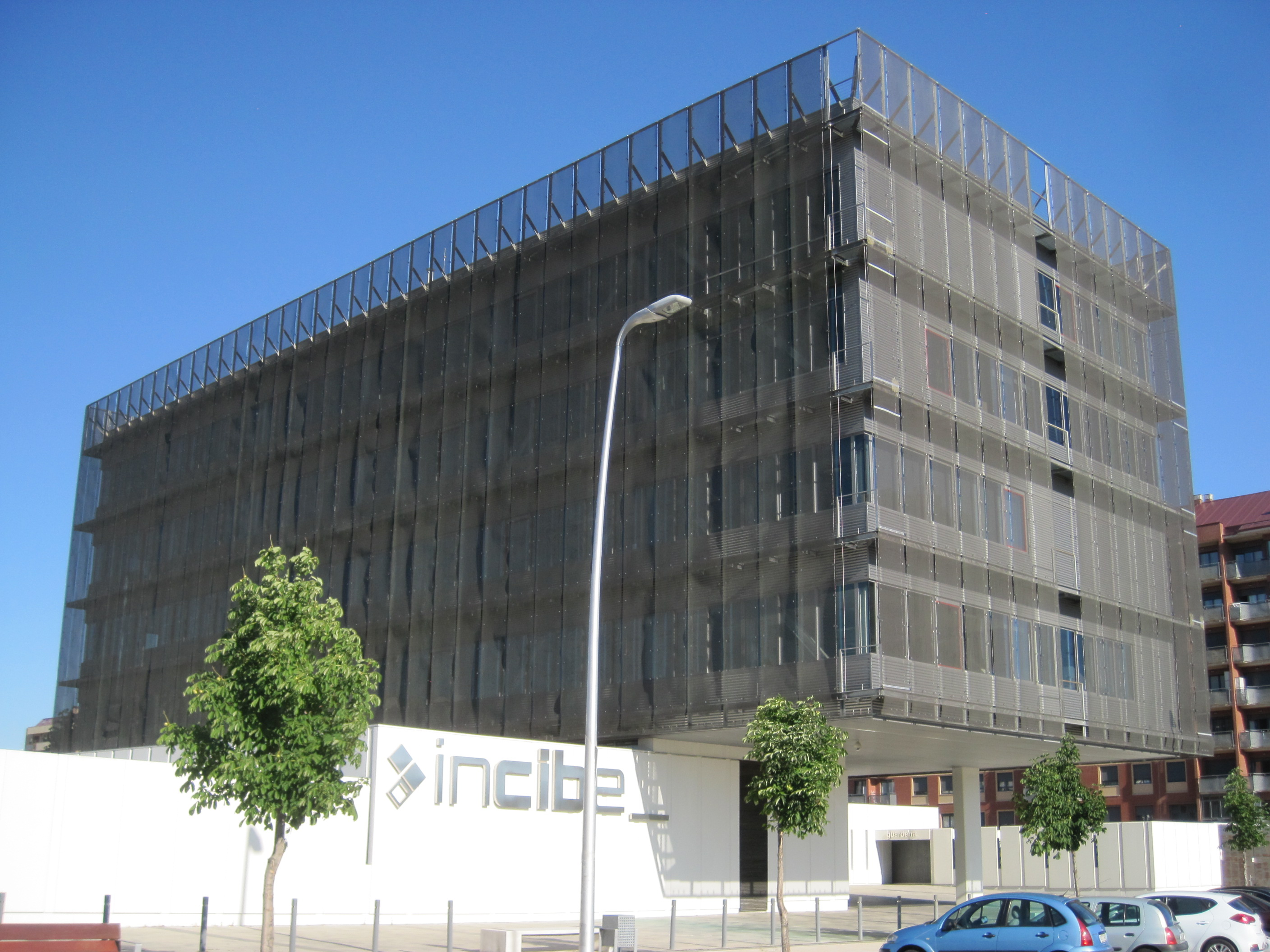
El Instituto Nacional de Ciberseguridad (INCIBE)
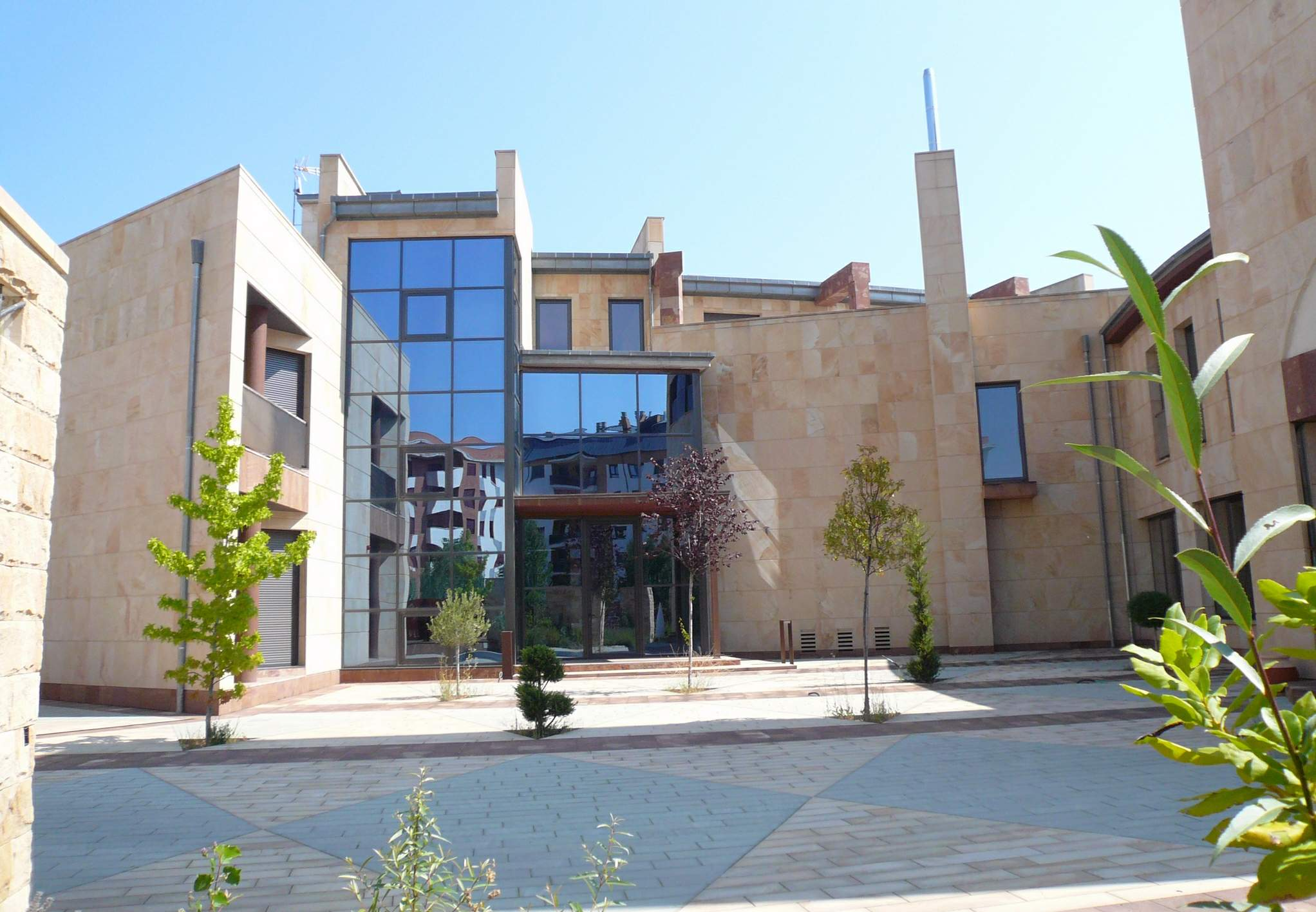
Parroquia de Nuestra Señora del Rosario

## Servicios

### Educación
El barrio dispone de un Colegió Público, el CEIP Javier que está situado en la calle San Pedro del Castro.

### Sanidad
El barrio no tiene equipamientos sanitarios en sus límites pero cerca del mismo se encuentra el Centro de Salud José Aguado que cuenta con varias especialidades médicas, el cual dispone de 6 plantas.

### Equipamientos comerciales
Situado junto a la plaza de la Unión Europea y en mitad del barrio se encuentra el Centro Comercial Oalma Center, que dispone de  una gran variedad de tiendas, restaurantes, una ludoteca, una gasolinera, un gimnasio de más de 1.200 metros cuadrados y 10 pistas de pádel. 

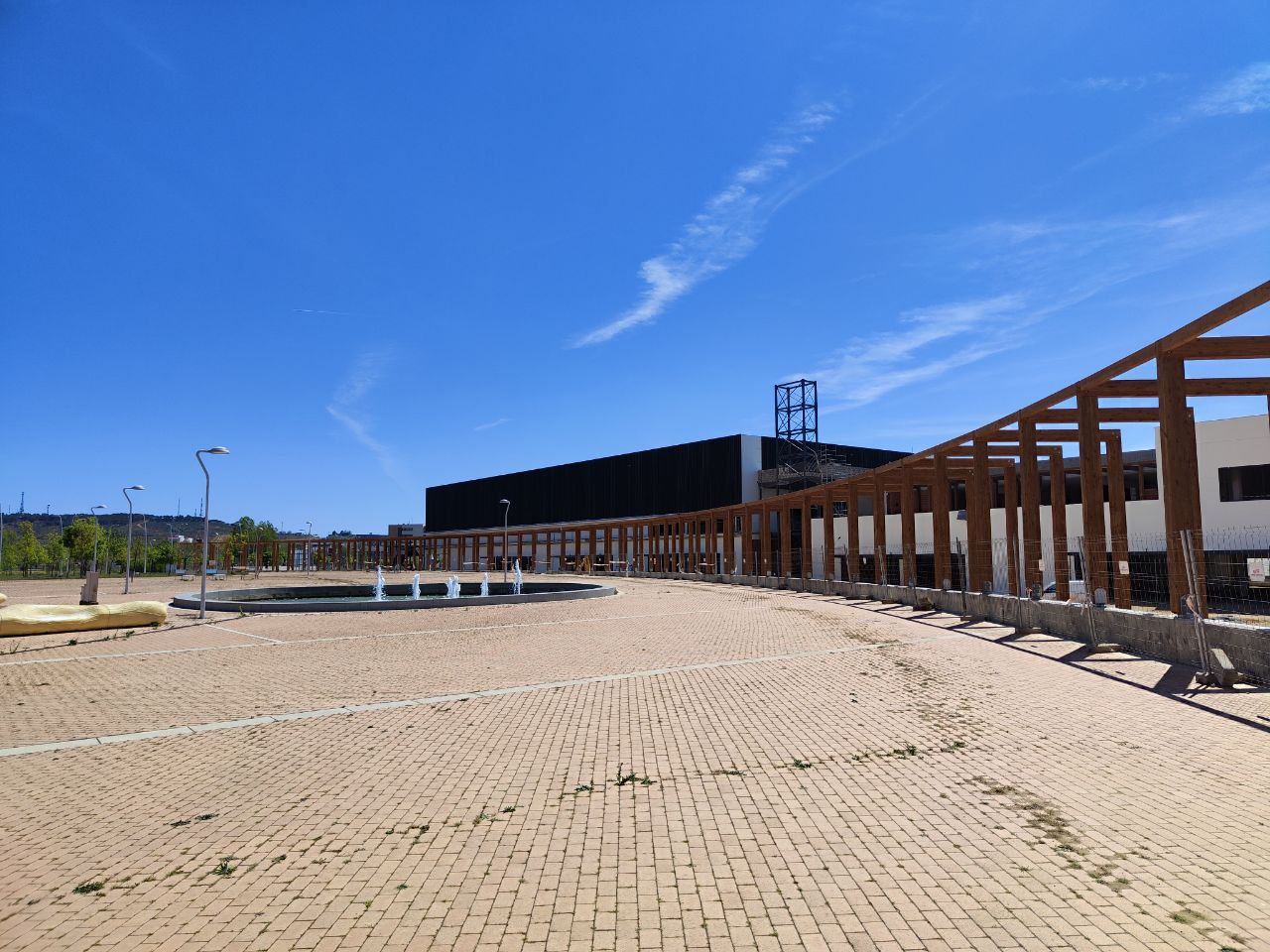
Centro comercial de La Lastra.

## Transporte

### Autobús
La Lastra cuenta con una línea de autobús urbano dentro del barrio, la línea 13. Además, en la cercana avenida Fernández Ladreda cuenta con cinco líneas, las líneas 2, 3, 6, 7C y 9C.
| Línea | Recorrido                                     | Extensiones        | Horario laborables (I) | Horario sábados (II) | Horario festivos (III) | Frecuencia (I/II/III) | Servicio minusválidos |
| ----- | --------------------------------------------- | ------------------ | ---------------------- | -------------------- | ---------------------- | --------------------- | --------------------- |
|       | Doctor Fleming - Santo Domingo                | ---                | 7:00 a 22:30           | 7:00 a 22:30         | 9:00 a 22:30           | 30'/60'/60'           |                       |
|       | Santo Domingo - Universidad                   | ---                | 7:20 a 22:20           | No hay servicio      | No hay servicio        | 30'                   |                       |
|       | Puente Castro - Hospitales                    | Cementerio de León | 7:10 a 22:30           | 7:15 a 22:15         | 7:15 a 22:15           | 20'/30'/60-30'        |                       |
|       | Estación de Autobuses - Hospitales - El Ejido | ---                | 7:15 a 22:15           | 7:00 a 22:30         | 7:00 a 22:30           | 30'/60'/60'           |                       |
|       | Hospitales - Estación de Autobuses - El Ejido | ---                | 7:00 a 22:30           | 7:00 a 22:30         | 7:00 a 22:30           | 30'/60'/60'           |                       |
|       | La Chantría - Área 17                         | ---                | 7:15 a 22:45           | 9:15 a 22:45         | 15:15 a 22:45          | 30'/60'/60'           |                       |